# Nieves Cubo Mateo
Nieves Cubo Mateo (Madrid, 11 de agosto de 1991) es una ingeniera e investigadora española. Pionera en el campo de la impresión tisular 3D, desarrolló una impresora de bajo coste para la generación de tejidos humanos que puedan ser implantados posteriormente, como apoyo a la medicina regenerativa. Fue la primera persona en hacer piel humana funcional con una máquina de impresión 3D a partir de células y materiales humanos.  

## Biografía

### Trayectoria profesional
Se graduó en Ingeniería Electrónica y Automática por la Universidad Carlos III de Madrid (UC3M) en 2013 y es Máster en Ciencia e Ingeniería de Materiales (2013-2014) por la UC3M y Máster de Profesorado especializado en ciencias experimentales y tecnología (2015-2016) por la Universidad Alfonso X el Sabio (UAX). Es doctora por la Universidad Complutense de Madrid (UCM), Facultad de Farmacia. 
Es conocida por ser la primera persona en hacer piel humana en una impresora 3D de bajo coste (DIY), utilizando células de pacientes humanos. La impresión 3D ha revolucionado distintos sectores industriales, llegando a la odontología y la medicina regenerativa, donde diversos grupos a lo largo de todo el mundo están trabajando en la generación de distintos tipos de tejidos y órganos. Lo importante de esta herramienta es que permite la creación de elementos a medida, usando células de los propios pacientes, con gran precisión y a bajo coste. Cuando estaba en la Universidad Carlos III, desarrolló como Trabajo Fin de Grado, un nuevo sistema de deposición que, acoplado a una impresora 3D convencional, era capaz de depositar células y generar tejido humano funcional a partir de estas y otras materiales propios de los pacientes.
Duante su periodo como estudiante de grado y máster trabajó en la UC3M en el departamento de Ingeniería Biomédica y Aeroespacial como Personal Docente e Investigador (Bioingeniería – Ingeniería Tisular), desarrollando la tecnología y haciendo validaciones in vitro e in vivo de equivalentes dermo-epidérmicos depositados con la impresora. Posteriormente también estuvo en EXOVITE, empresa de innovación tecnológica en herramientas médicas y procedimientos (Investigación+ Desarrollo+Innovación, en la impresión 3D aplicada a la medicina). 
Mientras realizaba el doctorado, colaboró con la Universidad Técnica de Dresden (TUD)  y con la empresa alemana de satélites e ingeniería aeroespacial (OHB) para la adaptación de estos procesos con el fin de ser utilizados en misiones exploratorias espaciales, dentro de un marco de trabajo de la Agencia Espacial Europea (ESA). El objetivo era poder utilizar materiales que puedan obtenerse directamente de los seres humanos, o de plantas que puedan cultivarse y procesarse de forma sencilla en áreas aisladas y con recursos limitados. Un ejemplo de ello está en el desarrollo de biomateriales empleables en el espacio,,. También trabajó como investigadora en modelos de cáncer en el Consejo Superior de Investigaciones Científicas (CSIC), en el Instituto de Tecnologías Físicas y de la Información (ITEFI).
En los últimos años su labor ha estado enfocada en el desarrollo de nuevas biotintas y procesos de deposición celular que le permitan la generación de nuevos tejidos con el objetivo de conseguir sistemas replicables, de bajo coste, que puedan ser reproducidos en otras partes del mundo, y en modelos computacionales y algoritmos que permitan optimizar los procesos de deposición mediante impresión 3D para intentar superar las limitaciones de esta tecnología.
Actualmente dirige ARIES, un grupo de Investigación de la Universidad Antonio de Nebrija (UNNE), centrado en la Inteligencia Artificial y los Sistemas Emergentes, donde continúa su labor en el campo de la bioingeniería, con la investigación de biomateriales, optimización de estructuras 3D,  análisis de imágenes médicas, etc.

## Premios y reconocimientos
- 2015 International Award a la mejor presentación oral (Best Oral Presentation) entregado en el European Society of Biomaterials (ESB).[8]
- 2018 DAAD Research Grants - Short-Term Grants, (ID: 57378443)
- 2021 Premio Europeo de doctorado Julia Polak, entregado por la European Society of Biomaterials (ESB).
- 2022 Premio Extraordinario de Doctorado por la Universidad Complutense de Madrid, Facultad de Farmacia .